# 齐兴郡 (485年)
齐兴郡，中国南北朝时设置的郡。
南朝齐永明三年（485年）置齐兴郡，治所在上蔡县（今湖北省钟祥市）。属郢州。辖境相当今湖北省钟祥市一带。永泰元年（498年），奉朝请邓学以郡降北魏。北周时废。